# Мајиш
Мајиш (мађ. Majs) је село у Мађарској, у крајње јужном делу државе. Село управо припада Мохачком срезу Барањске жупаније, са седиштем у Печују.

## Природне одлике
Насеље Мајиш налази у крајње јужном делу Мађарске, близу државне границе са Хрватском. Најближи већи град је Мохач.
Историјски гледано, село припада мађарском делу Барање. Подручје око насеља је равничарско (Панонска низија), приближне надморске висине око 100 м. Северно о д насеља почињу прва побрђа. Источно од насеља протиче Дунав, који у овом делу прави простране мочваре Карапанџа.

## Историја
За време Аустроугарске село се налазило на важном путу Печуј—Сомбор, који је повезивао ова некадашња седишта жупанија, Барањске и Бач-Бодрошке. Године 1905. у месту су пошта и телефон, а брзојав је у суседном Фехерцеглаку. После поделе Барање на два дела, мађарски (северни и већи) и југословенски (јужни и мањи), Мајиш се нашао у сасвим другачијем, неповољнијем положају. Нова граница између Републике Мађарске и Краљевине Срба, Хрвата и Словенаца, нашла се на пар километара од насеља.

## Становништво
Према подацима из 2013. године Мајиш је имао 963 становника. Последњих година број становника опада.
Село је познато по важности за српску мањину у Мађарској, некада веома бројну у селу, а данас једва присутну (око 1% становништва, односно десетак особа по последњем попису). У селу постоји Српска православна црква, као сведок некадашњег значаја месних Срба.
Претежно становништво у насељу чине Мађари римокатоличке вероисповести, уз српску мањину.
Срби су у насељу присутни још од средњег века, али је њихов број посебно нарастао после Велике сеобе. После Првог светског рата већи део српског становништва се иселио у српске делове новообразоване Краљевине Срба, Хрвата и Словенаца. Мајиш и њему блиска насеља са српским живљем су посебно осетили ово исељавање, будући да је оно веома снажно захватило Србе у деловима поред нове границе и близу матице (мађарска Барања и околина Сегедина и Баје).

### Попис1910.
| Мајиш | Мајиш |
| --- | --- |
| Језик | Вера |
| <div style="border:solid transparent;position:absolute;width:100px;line-height:0; укупно: 1.951 Немачки 1.492 (76,47%) Српски 379 (19,42%) Мађарски 78 (3,99%) остали 2 (0,10%) - (-%) | укупно: 1.951 Римокатол. 1.559 (79,90%) Православци 375 (19,22%) Калвинисти 11 (0,56%) Јевреји 5 (0,25%) Лутерани 1 (0,05%) |

## Срби у Мајишу
За село Мајиш је у турском тефтеру забележено 1565-1566. године да дају десетак од вина.
Властелинству генерала Јохана Фридриха Ветеранија припала се 1700. године нека насеља, међу којима Болман и Мајиш. Мајиш је тада сматран за богато село.
У извештају из 1721. године за Мајш се каже: „како су се множили Немци, тако су нестајали Срби”.
Године 1735. у Мајши је поп Вукашин исповедао своје парохијане православце. Било их је укупно 116 православних душа. Ту је записано 1731. године 40 српских православних домова. Та општина је 1745. године издвајала годишње по 12 ф. за издржавање српске школе. Број становника у месту је износио 1796. године 649 душа, а век касније 1890. године број им се преполовио, остало је тек 382 Србина. Било је 1885. године то место са својом парохијском филијалом у склопу Мохачког изборног среза за црквено-народни сабор. У Мајишу је записано 455 православаца, а у филијали Шаториште само 34 душе.
Стари мајишки парох поп Јован Барбировић умро је и сахрањен у порти црквеној 1809. године. Његов наследник поп Давид Марјановић је такође сахрањен у црквеној порти 1825. године. Сачуване су до данас њихове спомен-плоче у зиду црквеном. Нови парох мајишки 1826. године био је поп Андреј Андрејевић.
У Мајишу су сачувана два велика камена спомен крста, и донети су у порту. Први крст је подигао 1808. године поп Јован Барбировић, на српском православном гробљу. Исти је пренет у црквену порту 2001. године, и обновљен од стране Н. Бугарског. Други камени крст је првобитно био постављен на тргу испред храма 1920. године. Из старог гробља је пренет у порту и споменик из 1771. године.
По државном шематизму православног клира у Угарској из 1846. године, у парохији Maisch је било 557 православних душа. Православно парохијско звање је основано и црквене матрикуле се воде од 1751. године. По другом извору, матрикуле су млађе и воде се од 1777. године. Стари храм постојао је почетком 18. века. У месту је 1846. године нови православни барокни храм, посвећен Св. Параскеви грађен 1787. године (или 1781?), а парох је поп Андреја Андрејевић. Иконостас (или зидни живопис?) је сликао 1806. године иконописац Јаков Недић, са сином.
По Витковићевом извештају из 1867. године у Мајшу је живело 455 православних житеља Срба. Књигу лирских и родољубивих песама спеваних у Црној Гори купило је 1870. године више Мајишана: учитељ Јован Бољарић са супругом Александром, Милош Коларић, Мита Јанковић, Младен Љубојевић, браћа Новаковић, Аница Јовановић и госпођице Милева Топонарски и Анђелина Андрејевић.
Учитељ Бољарић је развио сопствену методу учења глувонеме деце. Зна се да је 1873. године кћерку пароха из Бана, поп Бранка Ћосића, за осам недеља научио читати и писати. Године 1882. умро је изненада парох мајишки Прокопије Топонарски. Завршио је препарандију 1835. године, па пет година био учитељ, а после свештеник.
Парох Урош Марковић дошао 1885. године у Мајиш, и умро 1894. године у 61. години. Он је био рођени Мајишан, после непотпуне гимназије, завршио је препарандију са врло добрим успехом 1852. године. Као учитељ упише накнадно Богословију и за врши је после три године са врло добрим успехом 1858. године. После Дунафелдвара, Печвара, ДунаСечуја дошао подне старе дане у родно место. Одликован је 1893. године насловом протојереја. Урош Андрић је 1891. године био парох мајишки.
Богословску стипендију, из Сервицкове закладе у износу од 105 ф., добио је 1894. године питомац, гимназист Наум Марјановић из Мајиша. Било је 1895. године више приложника (12) за Фонд св. Саве из Мајша, највише је дао 2 ф. Милош Десанчић.
Године 1809. месни учитељ био је Петар Дамјановић. Набавио је једну занимљиву књигу 1816. године парох Мајишки, поп Давид Мариновић (ту и 1824. као Марјановић). Мајиш је формирао мали претплатнички пункт због једне Булићеве књиге 1824. године у који су ушли: Стефан Нинић сапунџија, Милош Радмановић ученик и његов учитељ Теодор Оџић. Купци једне српске књиге 1830. године су били у Шиклошу, из Мајиша: Српска школа Мајишка, Андреј Андрејевић парох, Јован Апостоловић учитељ Мајшки (и 1829, 1831). Лазар Катић је 1846. године локални директор школе и учитељ за 35 ђака. Мајишки учитељ 1868. године је био Мирко Марјановић. По расписаном стечају из 1869. године види су да је основна учитељска плата годишње износила 35 ф. а остало је било у натури. Тражен је српски учитељ у Мајишу и у лето 1874. године, услове нису мењани. Тада је школски управитељ Живан Барбировић а председник Црквене општине Младен Љубевић. Тражио се 1880. године учитељ у народној школи у Мајишу, ако је завршио редовно Сомборску препарандију, барем са добрим успехом, за плату од 340 ф. Алекса Михалџић је био учитељ у Мајишу. Школски референт Поповић је 10. марта 1884. године посетио мајишку основну школу. У тамошњој српској основној школи је од 100 уписаних затекао њих 82 ученика. Привремени учитељ Љубомир Митрић је са њима остварио „врлодобар успех” у наставним предметима. Школа је добро уређена, богато опремљена школским училима и са 15 нових „врло удешених” скамија, али тај простор је тесан за толику децу. Поред похвала Мајишкој црквено-школској општини и учитељу, препоручено је да се „дворница” повећа, померањем зида што више ка улици. Школске 1896/1897. године основна школа је за разлику од већине српских школа будимске епархије, са пет разреда; код других има највише четири. Школа постоји 1905. године, учитељ је Милош Десанчић родом из Дунасечуја. Редовну наставу похађа 45 ђака, а у недељну школу иде њих 12.
По српском извору из 1905. године Мајш је мала општина, у којој живи 1910 становника у 458 домова. Срба православаца је 427 а имају 68 кућа. Проценат према броју становника, дупло је већи од процента према поседу. Од српских јавних здања ту су православна црква и вероисповедна школа. У Мајшу постоји црквена општина која је уређена, скупштина је редовна а председава Алекса Савић. Црква је у добром стању, то је парохија најниже шесте класе, а парох је поп Душан Андрић, дотад пет година у месту. Има парохијски дом, земљишни посед је 77 кј, у црквеној ризници је вредна књига србљак из 1761. године.

## Наше време
Почетком 21. века у центру села је опстала српска православна црква посвећена Св. Петки. Тај храм је сазидан 1781. године, а иконостас су осликали 1806. године Недићи, мајстор Јаков и син Стојан. Пресликаване су делимично иконе на иконостасу 1896. године. Зидни живопис потиче са краја 18. века. У порти и самом зиду цркве налази се више старих споменика и крстова. Српско православно гробље спада међу највећа српска гробља у Барањи. Посед је српске црквене општине и налази се на улазу у место. Оно је у прилично лошем стању, зарасло и неодржавано; делом је шума а делом висока трава. Није ограђено, споменици су разбацани и оштећени. Свих 107 старих споменика су са српским ћириличним епитафима. Припадају покојницима из породица: Савић, Бертић, Илочанин, Барбировић, Андрејевић, Љубојевић и других. Три споменика су из 18. века.
Сада, 2018. године у Мајишу живи само једна српска породица - Спасојевић, која је главни старатељ српске цркве. Парохијом мајишком администрира поп Милан Ерић парох печујски.